# Xenobranchion insigne
Xenobranchion insigne är en sjöpungsart som beskrevs av Ärnbäck 1950. Xenobranchion insigne ingår i släktet Xenobranchion och familjen högermagade sjöpungar. Inga underarter finns listade i Catalogue of Life.